# Коваль, Ксенофонт Епифанович
Ксенофонт Епифанович Коваль (1903-1944) — красноармеец Рабоче-крестьянской Красной Армии, участник Великой Отечественной войны, Герой Советского Союза (1945).

## Биография
Ксенофонт Коваль родился в 1903 году в селе Засиновка (ныне — Горностаевский район Херсонской области Украины). В 1944 году он был призван на службу в Рабоче-крестьянскую Красную Армию. С февраля того же года — на фронтах Великой Отечественной войны. К ноябрю 1944 года красноармеец Ксенофонт Коваль был стрелком 610-го стрелкового полка 203-й стрелковой дивизии 53-й армии 2-го Украинского фронта. Отличился во время освобождения Венгрии.
В ночь с 6 на 7 ноября 1944 года Коваль одним из первых переправился через реку Тиса в районе населённого пункта Шаруд к юго-западу от Тисафюреда и принял активное участие в боях за захват и удержание плацдарма. В тех боях Коваль лично уничтожил более 20 солдат и офицеров противника. Когда командир полка стал тонуть в воде Тисы, Коваль спас его. 21 ноября 1944 года Коваль погиб в бою. Похоронен в населённом пункте Верпелет в 11 километрах к юго-западу от города Эгер в Венгрии.
Указом Президиума Верховного Совета СССР от 24 марта 1945 года красноармеец Ксенофонт Коваль посмертно был удостоен высокого звания Героя Советского Союза. Также посмертно был награждён орденом Ленина.